# 卡皮亚戈因蒂米亚诺
卡皮亚戈因蒂米亚诺（義大利語：Capiago Intimiano），是意大利科莫省的一个市镇。总面积5平方公里，人口5509人，人口密度1101.8人/平方公里（2009年）。ISTAT代码为013043。

## 友好城市
- 匈牙利布亚克